# Eckart Uhlmann
Eckart Gunter Uhlmann (* 1958) ist ordentlicher Universitätsprofessor für Fertigungslehre, Produktionstechnik und Werkzeugmaschinen an der TU Berlin.

## Leben
Seit September 1997 ist Uhlmann als Nachfolger von Günter Spur in der Leitung des Berliner Instituts für Werkzeugmaschinen und Fabrikbetrieb (IWF) tätig.
Gleichzeitig ist er Direktor des Fraunhofer-Instituts für Produktionsanlagen und Konstruktionstechnik (IPK). Für besondere Verdienste um Forschung und Lehre wurde ihm von der Universität Malaya ein Ehrendoktortitel verliehen. Uhlmann ist zudem Mitglied der Deutschen Akademie der Technikwissenschaften (Acatech).
Uhlmann studierte Maschinenbau an der TU Berlin und war von 1986 bis 1994 als wissenschaftlicher Mitarbeiter tätig. Er promovierte dort 1993 mit dem Thema „Tiefschleifen hochfester keramischer Werkstoffe“.
Anschließend war er bis 1997 für die Firma Hermes Schleifmittel GmbH & Co. tätig. Von 2013 bis 2016 war er Vorsitzender der Jury des Innovationspreises Berlin Brandenburg, der er 2018 wieder vorsitzt.
2016 wurde Uhlmann in die Berlin-Brandenburgische Akademie der Wissenschaften gewählt.

## Werke (Auswahl)

### Bücher
- gemeinsam mit Horst Meier: Integrierte industrielle Sach- und Dienstleistungen: Vermarktung, Entwicklung und Erbringung hybrider Leistungsbündel. Springer-Verlag, Berlin, 2012.
- gemeinsam mit Frank-Lothar Krause: Innovative Produktionstechnik. Carl Hanser Verlag, München, Wien, 1998.

### Veröffentlichungen
- gemeinsam mit Sebastian Salein: Konzepte zur energieautarken Kühlung von Lineardirektantrieben. ZWF Zeitschrift für wirtschaftlichen Fabrikbetrieb, Band 111, Ausgabe 7–8, 2016 S. 411–415.
- gemeinsam mit Daniel Beverungen, Christian Stelzer, Niels Raue und Christian Gabriel: A workshop method for identifying information flows in IPS2. In: International Academy for Production Engineering -CIRP-, Paris: The Philosopher’s Stone for Sustainability. 4th CIRP International Conference on Industrial Product-Service Systems 2012. Proceedings: Tokyo, Japan, November 8th –9th, 2012, Springer-Verlag, Berlin, 2013.
- gemeinsam mit Horst Meier, Christian Stelzer, Claudio Geisert, Holger Bochnig und Katja Sadek: Design of PSS based on customer requirements. International Seminar on PSS, 21–22 January 2008, Bochum, Germany, Shaker, Aachen, 2008.
- gemeinsam mit Sabine Cikic, Sabina Jeschke, Nadine Ludwig, Uwe Sinha und Christian Stelzer: Make Engineering Students Collaborate. Conference ICL2007, September 26–28, 2007, Villach, Austria, S. 6 ff.